# 世にも奇妙な物語 15周年の特別編
『世にも奇妙な物語 15周年の特別編』（よにもきみょうなものがたり 15しゅうねんのとくべつへん）は、2006年3月28日（火曜）21:00 - 23:18に放送されたオムニバスドラマ『世にも奇妙な物語』の15周年記念特番。番組は、下記の5つの物語と、「超短編」（1話あたり10秒〜最長1分程度）の10の物語、合計15の物語から構成されていた。

## リプレイ

### あらすじ
結婚式を間近に控えていた時期に涼子 （池脇）を殺された修一（伊藤）。悲しみに暮れる中、彼女の葬儀が執り行われるが、その脇に1台のビデオカメラを見つける。再生ボタンを押すと、2人の出会いも含めてのこれまでの軌跡が映し出された。修一は懐かしみながらそのビデオ通りに思い出を辿っていく。

### キャスト
- 田辺修一：伊藤淳史
- 戸村涼子：池脇千鶴
- 榎本達也：田中哲司
- 若い刑事：戸田昌宏
- 年配の刑事：天現寺竜
- 参列者：佐野珠美、松山尚子
- カップル：松本隆之、田口寛子

### スタッフ
- 脚本：佐藤久美子
- 演出：岩田和行

## 命火

### あらすじ
看護士として働く陽子（長谷川）には特殊な力があった。それは「命火」と言って、人間の寿命を火の燃え盛る勢いで推測できると言うもので、自分の寿命を犠牲にすることで命火を送り込むこともできる。ある日、恋人の透（中村）が交通事故で意識不明・生死を彷徨っている状態で運ばれてきて、思わず、大量の命火を送り込んでしまう。

### キャスト
- 小山陽子：長谷川京子
- 武内透：中村俊介
- 岡本光子：草村礼子
- 岡本ゆかり：キムラ緑子
- 斉藤由美：高橋しゅり
- 木下サキ：山田夏海
- サキの母親：石井麗子
- 光子の主治医：仲恭司
- 宝石店店員：菊地裕子
- 透の執刀医：河端保成
- 陽子の母親：南風佳子

### スタッフ
- 脚本：高橋徹郎
- 演出：村上正典

## 雨の訪問者

### あらすじ
沙代子（ともさか）は仕事が終わって、寄り道したコンビニから妹（柳沢）の家に向かう途中、雨に降られる。同時に後ろからレインコートを着た怪しい男（岡田）が着いてきている事に気づく。そして、通りがかりの電気屋のテレビのニュースで、自分が歩いている付近の場所で通り魔事件が起きたことが発覚、主人公は男から逃げ続ける。

### キャスト
- 朝野沙代子：ともさかりえ
- 小森誠治：岡田義徳
- 朝野史絵：柳沢なな
- キャスター：佐戸井けん太
- コンビニ店員：根本博成
- アナウンサー：相内優香
- レポーター：今林久弥
- 解説者：阿部六郎
- 幼い沙代子：坂野真理
- 幼い史絵：井上楓香
- 電話の声：小谷公一郎

### スタッフ
- 脚本：大野敏哉
- 演出：木下高男

## 奥さん屋さん

### あらすじ
若くして妻のより子（戸田）を亡くした、エリートサラリーマンの杜夫（佐野）。妻の死因は自分が家庭を顧みなかったからだと後悔の日々を送っていたが、ある日会社帰りに「奥さん屋さん」という店を見つける。そこはさまざまな奥さんを貸し出す場所で、在りし日の妻を見つけた杜夫は早速レンタルする。

### キャスト
- 半沢杜夫：佐野史郎
- 平沢より子：戸田菜穂
- 奥さん屋の店主：白井晃
- 課長：伊藤正之
- バスの運転手：坂田聡
- 工場の社長：佐々木睦
- 接待客：飯田邦晴、堀文明
- 女子社員：竹山メリー、国保裕子
- 夫婦：入江正徳、矢野泰子
- コンパニオン：海野美智子、三浦知里
- 奥さんたち：佐古真由美、藤田恵、石川真衣、ハル、友兼理菜、和田真理子、松崎由香、岡田敬子、佐藤礼貴、和田茜、東真彌、関根由佳梨

### スタッフ
- 脚本：羽場さゆり
- 演出：松田秀知

## イマキヨさん

### あらすじ
就職活動中の和夫（松本）は、ある日、家に帰ると中に「変なオッサン」がいたため警察に通報するが、それは自分にしか見えない「イマキヨさん」（酒井）で、とてもありがたい神様だと言う。普通にしていれば幸運をもたらしてくれるのだが、イマキヨさんには「イマキヨさんを追い出さない・傷つけない・引越しの話をしない・謝らない」の4つの約束事があった。

### キャスト
- 高田和夫：松本潤（嵐）
- イマキヨさん：酒井敏也
- 遠藤晴美：高橋真唯
- 吉井等：北村栄基
- 警官：山崎海童
- 面接官：中脇樹人
- 女子大生：原田佳奈

### スタッフ
- 脚本：中島直俊
- 演出：植田泰史

### 備考
2015年に行われた全作品の人気投票においてベスト1を獲得し、野村周平主演でリメイクされた。イマキヨさんはオリジナル版と同じく酒井が演じた。

## 各話リスト
| 話数                        | サブタイトル   | 脚本       | 監督       | 主演            | 原作 | 視聴率 |
| --------------------------- | -------------- | ---------- | ---------- | --------------- | ---- | ------ |
| 第1話                       | リプレイ       | 佐藤久美子 | 岩田和行   | 伊藤淳史        | -    | 16.2%  |
| 第2話                       | 命火           | 高橋徹郎   | 村上正典   | 長谷川京子      | -    | 16.2%  |
| 第3話                       | 雨の訪問者     | 大野敏哉   | 木下高男   | ともさかりえ    | -    | 16.2%  |
| 第4話                       | 奥さん屋さん   | 羽場さゆり | 松田秀知   | 佐野史郎        | -    | 16.2%  |
| 第5話                       | イマキヨさん   | 中島直俊   | 植田泰史   | 松本潤          | -    | 16.2%  |
| 超短編 〜アバンストーリー〜 |                |            |            |                 |      | 16.2%  |
| 第1話                       | 山田祭り       | 山浦雅大   | 小山田雅和 | 阪田智晴        | -    | 16.2%  |
| 第2話                       | トイレッと     | -          | 小山田雅和 | 田中要次        | 星護 | 16.2%  |
| 第3話                       | 痛覚           | -          | 佐藤源太   | -               | 星護 | 16.2%  |
| 第4話                       | 運命の赤い糸   | 小川みづき | 佐藤源太   | 片山怜雄        | -    | 16.2%  |
| 第5話                       | サイコキネシス | -          | 佐藤源太   | -               | 星護 | 16.2%  |
| 第6話                       | リモコン       | 吉高寿男   | 佐藤源太   | 大塚ちか        | -    | 16.2%  |
| 第7話                       | 占い           | 山浦雅大   | 佐藤源太   | 山内奈央        | -    | 16.2%  |
| 第8話                       | オセロ         | 山浦雅大   | 佐藤源太   | -               | -    | 16.2%  |
| 第9話                       | 彼もまた       | 山浦雅大   | 小山田雅和 | 井上康 阿部亮平 | -    | 16.2%  |
| 第10話                      | 横断歩道       | -          | 小山田雅和 | 吉川史樹        | 星護 | 16.2%  |